# Joppa larvata
Joppa larvata är en stekelart som först beskrevs av Joseph Kriechbaumer 1898.  Joppa larvata ingår i släktet Joppa och familjen brokparasitsteklar. Utöver nominatformen finns också underarten J. l. nigrofasciata.